# Attilio Fontana
Attilio Fontana (n. 28 martie 1952, Varese, Lombardia, Italia) este un politician italian.